# Vlagyimir Alekszandrovics Dzsanyibekov

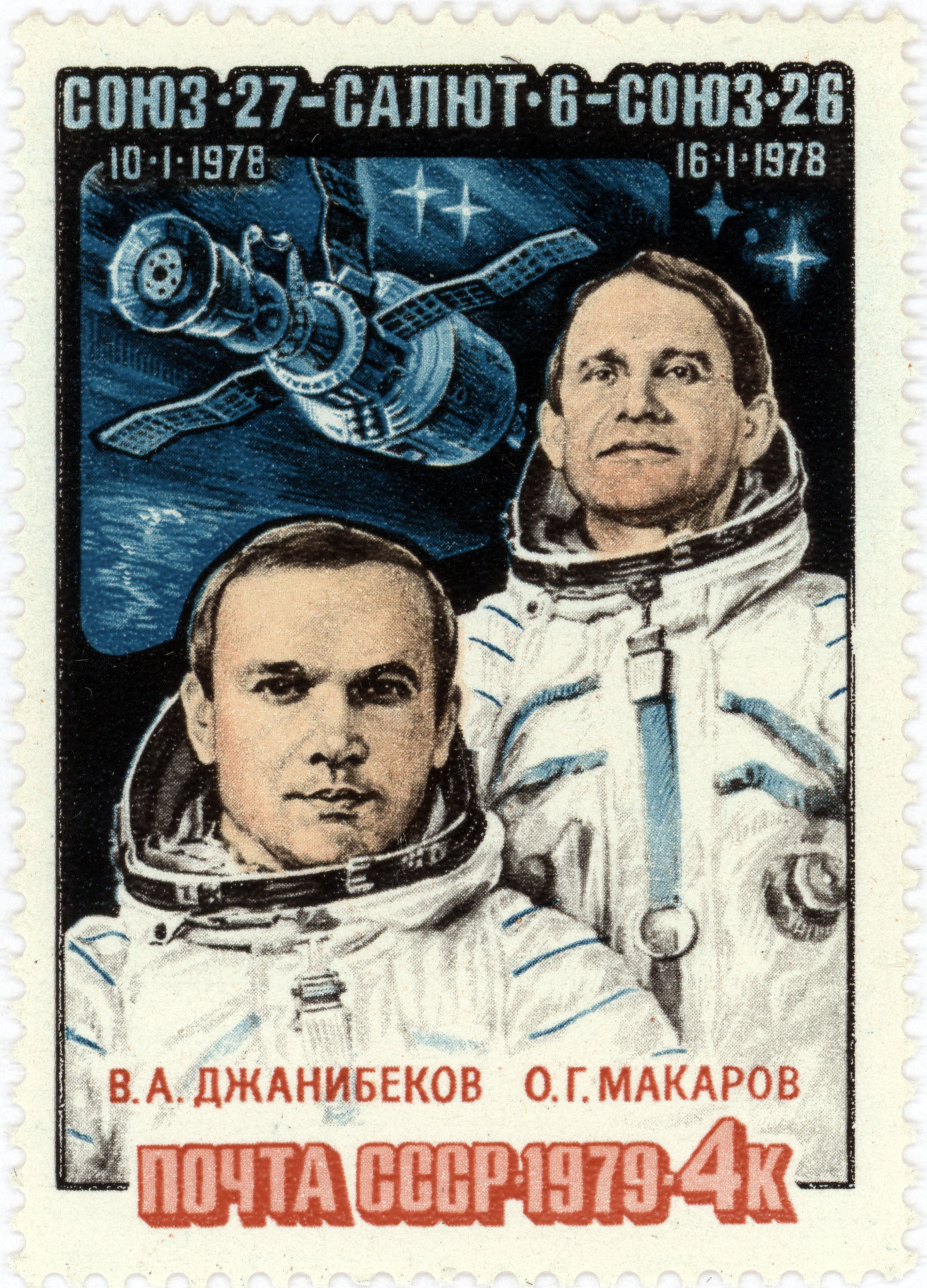
Vlagyimir Dzsanyibekov (balra) egy 1979-es szovjet bélyegen

Vlagyimir Alekszandrovics Dzsanyibekov (orosz betűkkel: Владимир Александрович Джанибеков), született Vlagyimir Alekszandrovics Kriszin (Владимир Александрович Крысин; Iskandar, Üzbegisztán, 1942. május 13.) szovjet űrhajós.

## Életpálya
Vlagyimir Kriszin néven született. A Dzsanyibekov nevet a felesége tiszteletére, annak családi neve után vette fel. Előbb a taskenti Szuvorov Katonai Szakiskolát végezte el, utána 1960-ban a Leningrádi Állami Egyetem Fizika Tanszékén tanult egy évig, majd 1961-ben Jejszki Felsőfokú Katonai Pilótaképző Szakiskola hallgatója lett. 1965-től mérnök-repülőtiszt. 1968 és 1970 között repülőoktató volt a Szovjet Légierőnél. 1970. április 27-től kapott űrhajós kiképzést. 145 napot, 15 órát és 56 percet töltött a világűrben. 1986. június 24-én kilépett az űrhajósok kötelékéből. Az Üzbég SZSZK Legfelsőbb Tanácsának tagja volt 1985–1990 között.

## Űrrepülések
- 1975-ös Szojuz–Apollo 3. közös űrrepülés tartalék pilótája
- 1978-ban a Szojuz–27 parancsnoka, a Szaljut–6 űrállomásra, a Szojuz–26 űrhajó parancsnokaként tért vissza a Földre
- 1980-ban a Szojuz–36 űrrepülés tartalék parancsnoka
- 1981-ben a Szojuz–39 parancsnoka
- 1982-ben a Szojuz T–6 parancsnoka
- 1984-ben a Szojuz T–12 parancsnoka
- 1985-ben a Szojuz T–13 parancsnoka

## Kitüntetései
Ötször kapta meg a Lenin-rendet, kétszer kapta meg a Szovjetunió Hőse kitüntetést, egy alkalommal a Vörös csillag érdemrendet. Pályafutásának elismeréseként mongol és francia kitüntetésekben részesült. Tiszteletbeli polgár Kalugában (Jurij Gagarin szülővárosában, Cserkesszkben, Arkalikban (Kazahsztán) és Houstonban (Amerika).

## Nevét viseli
A 3170-es kisbolygót nevezték el róla.
Ugyancsak róla nevezték el Dzsanyibekov-effektusnak azt a kinematikai jelenséget, amelyet egyik űrrepülése során neki sikerült először megfigyelnie. A súlytalanság állapotában egy forgó és haladó mozgást végző test forgástengelye periodikusan irányt változtat. A jelenségre klasszikus mechanikai magyarázat létezik, ld. teniszütő-elmélet (Tennis Racket Theorem).